# Fonction arithmétique
 (novembre 2023).
Si vous disposez d'ouvrages ou d'articles de référence ou si vous connaissez des sites web de qualité traitant du thème abordé ici, merci de compléter l'article en donnant les références utiles à sa vérifiabilité et en les liant à la section « Notes et références ».

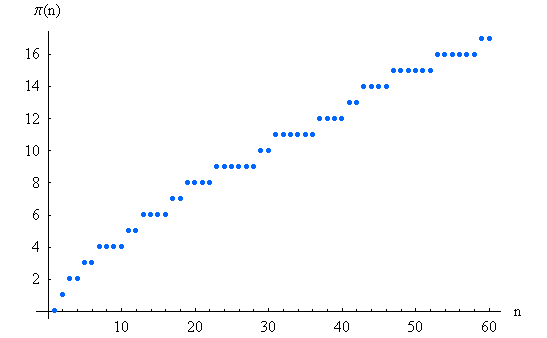
Exemple de fonction arithmétique : les premières valeurs de la fonction de compte des nombres premiers,

En théorie des nombres, une fonction arithmétique {\displaystyle f} est une application définie sur l'ensemble des entiers strictement positifs et à valeurs dans l'ensemble des nombres complexes. En d'autres termes, une fonction arithmétique n'est rien d'autre qu'une suite de nombres complexes, indexée par {\displaystyle \mathbb {N} ^{*}}.
Les fonctions arithmétiques les plus étudiées sont les fonctions additives et les fonctions multiplicatives.
Une opération importante sur les fonctions arithmétiques est le produit de convolution de Dirichlet.

## Exemples
Les articles sur les fonctions additives et multiplicatives contiennent plusieurs exemples de fonctions arithmétiques. 
Exemples de fonctions qui ne sont ni additives ni multiplicatives :
- toute fonction {\displaystyle f} telle que {\displaystyle f(1)} n'est égal ni à {\displaystyle 0}, ni à {\displaystyle 1} ;
- {\displaystyle P} : la fonction partage d'un entier qui à un entier {\displaystyle n} associe le nombre d'écritures de {\displaystyle n} sous la forme d'une somme d'entiers strictement positifs, en ne tenant pas compte de l'ordre des opérandes.
En effet, {\displaystyle P(1)=1} et {\displaystyle P(2)\times P(3)<P(2\times 3)} ;
- {\displaystyle \pi } : la fonction de compte des nombres premiers qui, à partir d'un entier {\displaystyle n}, donne le nombre de nombres premiers inférieurs ou égaux à {\displaystyle n}.
En effet, {\displaystyle \pi (1)=0} et {\displaystyle \pi (3)+\pi (4)<\pi (3\times 4)} ;
- la fonction de von Mangoldt.